# David Moravec
David Moravec, född 24 mars 1973 i Opava i dåvarande Tjeckoslovakien, är en tjeckisk före detta ishockeyspelare.
Moravec draftades i den åttonde rundan, som 218:e spelare totalt, av Buffalo Sabres i NHL Entry Draft 1998. Under säsongen 1999/2000 spelade Moravec för Sabres under en match, vilken han lämnade poänglös.
Moravec spelade i det tjeckiska laget som tog guld i Olympiska vinterspelen 1998 i Nagano.
Förutom ett antal tjeckiska klubbar spelade Moravec bland annat för Malmö Redhawks i allsvenskan och Elitserien, finländska HPK och tyska Grizzly Adams Wolfsburg. Den 6 juni 2013 meddelade Moravec att han avslutade sin spelarkarriär.